# Hy Eisman
Hyman Eisman, genannt Hy Eisman (geb. 27. März 1927 in Paterson, New Jersey; gest. 27. März 2025) war ein US-amerikanischer Comic-Zeichner.

## Leben

### Karriere
Hy Eisman begann in den 1950ern mit dem Comic-zeichnen und arbeitete an zahlreichen Projekten wie Kerry Drake, Little Iodine und Bunny. Im Comic-Bereich illustrierte er verschiedene Liebescomics für Charlton Comics. Er war auch der letzte Künstler, der an Little Lulu arbeitete, bevor diese Reihe 1984 eingestellt wurde.
Von 1986 bis 2006 (als der Comic wiederholt wurde) schrieb und zeichnete er The Katzenjammer Kids (Pim Pam Poum). Ein Interview mit Eisman über seine Karriere erschien in Hogan’s Alley #15 (2007).
Von 1994 bis 2022 schrieb und zeichnete er die Sonntagsstrips für Popeye. Im Dezember 2008 führte Eisman die Figur Bluto bei Popeye ein als Zwillingsbruder von Brutus.
Im September 1976 wurde Eisman, der in Glen Rock, New Jersey lebte, Dozent an der Joe Kubert School of Cartoon and Graphic Art, wo er bis Mai 2019 unterrichtete.

## Persönliches
Eisman war in erster Ehe mit Nathalie Adrienne „Adri“ Abramson verheiratet, mit der er zwei Töchter hatte. Adri, mit der er 42 Jahre verheiratet war, starb im Herbst 1997 an Krebs.
Am 27. Juni 2004 heiratete er Florenz Greenberg, deren Mann ebenfalls 1997 verstorben war. Sie war Chefredakteurin bei CavanKerry Press, einem gemeinnützigen Literaturverlag in Fort Lee, New Jersey. Ihre Hochzeitseinladung war ein Comic mit Popeye und Olive Oyl. Florenz Greenberg starb am 20. Oktober 2013 in Glen Rock.
Eisman hatte einen Bruder, Morris, der mit Clarice Roy verheiratet war.

## Tod
Eisman starb am 27. März 2025, seinem 98. Geburtstag.

## Auszeichnungen
Eisman gewann 1975 den Preis der National Cartoonists Society als bester humorvoller Comiczeichner (für Gold Keys Nancy-Comics). 1983 erhielt er einen Preis der National Cartoonists Society für seine Arbeit am Little Lulu-Comic.